# Вержиліу Феррейра
Вержи́ліу Ферре́йра, також Віржи́ліо (порт. Vergílio António Ferreira Gose; *28 січня 1916, Мелу, Говея — 1 березня 1997, Лісабон) — португальський прозаїк і поет, педагог, автор десятків романів, повістей, оповідань, есеїв. Один з найяскравіших письменників португальської літератури ХХ століття, відомий філософічністю свого доробку, який прийнято розділяти не неореалістичний, домінантний для тогочасної португальської прози, та екзестинційний.

## З життєпису
Народився у родині Антоніу Аугусту Феррейри і Жозефи Феррейри, яка 1927 року емігрувала до Канади у пошуках кращого життя, що неминуче вплинуло на малого Вержиліо.
У 12-річному віці був відправлений у католицьку духовну семінарію, навчаючись у якій, провів шість років. Семінарську пору, яка була тяжким випробовуванням для майбутнього письменника, він через роки описав у автобіографічному романі «Втрачений ранок життя».
По тому Феррейра навчався на філфаці університету Коїмбри (відділення класичної філології). Там же почав писати — спершу вірші, а згодом і романи.
Все життя потім пропрацював учителем у різних місцях, зокрема в ліцеях Фаро і Евори, згодом Лісабона.
Літературну діяльність почав з нарисів, але слави добувся як романіст.
У 1992 році В. Феррейра був удостоєний Премії Камоенса, найвищої в галузі літератури у своїй країні.
Починаючи від 1946 року до кінця життя був одружений з Регіною Каспжиковською (Kasprzykowsky), вчителькою-полькою, яка опинилась у Португалії як військова біженка.
Ім'ям В. Феррейри названа літературна премія, запроваджена муніципалітетом Говеї.